# 阿布雷什维莱尔
阿布雷什维莱尔（法語：Abreschviller，法語發音：[abʁɛʃvilɛʁ]；莱茵法兰克语：Elwechwiller；洛林语：Abrechoui）是法国摩泽尔省的一个市镇，位于该省东南部，属于萨尔堡-萨兰堡区。

## 地理
阿布雷什维莱尔（48°38'13"N, 7°5'48"E）面积41.29 平方千米，位于法国大東部大區摩泽尔省，该省份为法国东北部内陆省份，是洛林的一部分，西南接默尔特-摩泽尔省，东临下莱茵省，北与卢森堡和德国接壤。
与阿布雷什维莱尔接壤的市镇（或旧市镇、城区）包括：尼坦、圣基兰、吕策卢斯、特鲁瓦方丹、瓦斯佩尔维莱、瓦耶、瓦尔沙伊德。
阿布雷什维莱尔的时区为UTC+01:00、UTC+02:00（夏令时）。

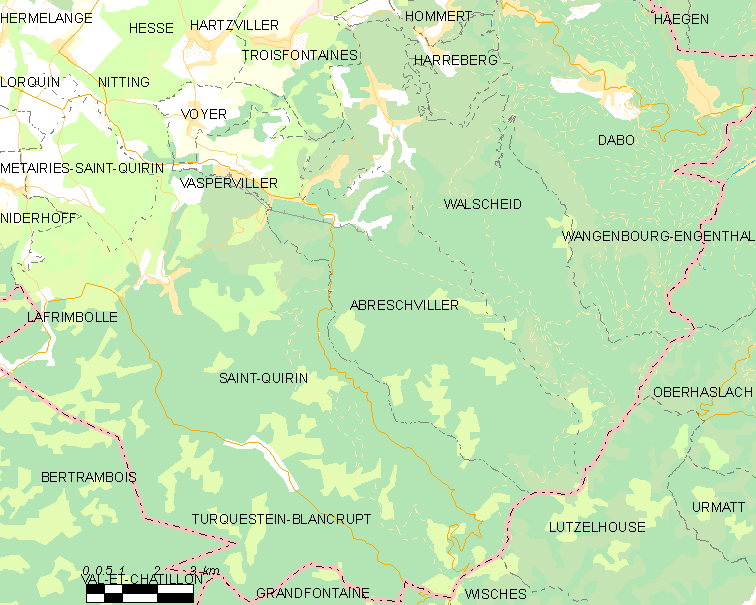
阿布雷什维莱尔的OSM定位图

## 行政
阿布雷什维莱尔的邮政编码为57560，INSEE市镇编码为57003。

## 政治
阿布雷什维莱尔所属的省级选区为法尔斯堡县。

## 人口

1962-2008年间阿布雷什维莱尔人口变化图示

阿布雷什维莱尔于2022年1月1日时的人口数量为1427人。